# SK Bivoj Litvínov
SK BIVOJ LITVÍNOV je litvínovský florbalový klub. Byl založen v roce 1999.
Tým mužů hraje Divizi. Do sezóny 2021/2022 hrál Národní ligu (třetí nejvyšší mužská soutěž). V sezónách 2005/2006 až 2018/2019 hrál druhou nejvyšší soutěž a v jednom ročníku 2015/2016 i Superligu.
Zaniklý tým žen hrál pod názvem SK BIVOJKY LITVÍNOV v sezónách 2010/2011 až 2022/2023 1. ligu žen.

## Mužský tým

### Sezóny
| Sezóna                                | Úroveň | Soutěž             | Umístění | Poznámka |
| ------------------------------------- | ------ | ------------------ | -------- | --- |
| 2004/2005                             | 3      | 3. liga            |          | Postup do vyšší ligy                                                                                           |
| 2005/2006                             | 2      | 2. liga            | 6.       | Vypadnutí ve čtvrtfinále play-off proti TJ Sokol Královské Vinohrady                                           |
| 2006/2007                             | 2      | 1. liga            | 2.       | Prohra ve finále play-off proti SK FBC Třinec – Prohra v baráži proti FBŠ EVVA Bohemians                       |
| 2007/2008                             | 2      | 1. liga            | 5.       | Vypadnutí ve čtvrtfinále play-off proti AC Sparta Praha                                                        |
| 2008/2009                             | 2      | 1. liga            | 3.       | Vypadnutí v semifinále play-off proti M&M Reality Sokol Pardubice                                              |
| 2009/2010                             | 2      | 1. liga            | 4.       | Vypadnutí v semifinále play-off proti FBŠ Bohemians                                                            |
| 2010/2011                             | 2      | 1. liga            | 4.       | Vypadnutí v semifinále play-off proti Torpedo Havířov                                                          |
| 2011/2012                             | 2      | 1. liga            | 8.       | Vypadnutí ve čtvrtfinále play-off proti FBŠ Hattrick Brno                                                      |
| 2012/2013                             | 2      | 1. liga            | 7.       | Vypadnutí ve čtvrtfinále play-off proti Sokol Pardubice                                                        |
| 2013/2014                             | 2      | 1. liga            | 4.       | Vypadnutí v semifinále play-off proti FBŠ Hattrick Brno                                                        |
| 2014/2015                             | 2      | 1. liga            | 1.       | Vítězství ve finále play-off proti FBC Start98 – Postup do vyšší ligy                                          |
| 2015/2016                             | 1      | Tipsport Superliga | 12.      | Prohra v 2. kole play-down proti TJ Sokol Královské Vinohrady – Sestup do nižší ligy                           |
| 2016/2017                             | 2      | 1. liga            | 12.      | Výhra v play-down proti Spartak Pelhřimov                                                                      |
| 2017/2018                             | 2      | 1. liga            | 10.      | Výhra v 2. kole play-down proti Florbal Chomutov                                                               |
| 2018/2019                             | 2      | 1. liga            | 14.      | Poslední místo v základní části – Sestup do nižší ligy                                                         |
| 2019/2020                             | 3      | Národní liga       |          | Sezóna ukončena za stavu 1:1 na zápasy v 1. kole play-down proti Florbal TJ Kobylisy                           |
| 2020/2021                             | 3      | Národní liga       |          | Sezóna ukončena po neúplných pěti odehraných kolech základní části                                             |
| 2021/2022                             | 3      | Národní liga       |          | Výhra v 1. kole play-down proti Wizards SO Praha 10 – Prohra v baráži proti Sokol Rudná – Sestup do nižší ligy |
| Od sezóny 2022/2023 hraje tým Divizi. |        |                    |          | |

### Známí trenéři
- Petr Globočník (2019–2020)

## Ženský tým

### Sezóny
| Sezóna    | Úroveň | Soutěž  | Umístění | Poznámka                                                                                            |
| --------- | ------ | ------- | -------- | --------------------------------------------------------------------------------------------------- |
| 2009/2010 | 3      | 2. liga |          | Postup do vyšší ligy                                                                                |
| 2010/2011 | 2      | 1. liga |          | [ 31 ]                                                                                              |
| 2011/2012 | 2      | 1. liga |          | [ 32 ]                                                                                              |
| 2012/2013 | 2      | 1. liga |          | [ 33 ]                                                                                              |
| 2013/2014 | 2      | 1. liga |          | [ 34 ]                                                                                              |
| 2014/2015 | 2      | 1. liga | 10.      | Vypadnutí v semifinále play-off proti FbC Panthers                                                  |
| 2015/2016 | 2      | 1. liga |          | Vypadnutí v 1. kole play-off proti FbC Panthers                                                     |
| 2016/2017 | 2      | 1. liga |          | [ 37 ]                                                                                              |
| 2017/2018 | 2      | 1. liga |          | Vypadnutí v osmifinále play-off proti Florbal Chomutov                                              |
| 2018/2019 | 2      | 1. liga |          | [ 39 ]                                                                                              |
| 2019/2020 | 2      | 1. liga |          | Sezóna ukončena po výhře v osmifinále play-off proti Prague Tigers Nehvizdy                         |
| 2020/2021 | 2      | 1. liga |          | Sezóna ukončena po neúplných šesti odehraných kolech základní části                                 |
| 2021/2022 | 2      | 1. liga |          | Vypadnutí v osmifinále play-off proti Prague Tigers Nehvizdy                                        |
| 2022/2023 | 2      | 1. liga |          | Vypadnutí v předkole play-off proti Florbal Chomutov – Tým se v další sezóně do soutěží nepřihlásil |

### Známí trenéři
- Petr Globočník (2018–2019)